# Cynthia Limo
Cynthia Cherotich Limo (18 december 1989) is een Keniaanse atlete, die is gespecialiseerd in de lange afstand. Ze werd wereldkampioene op de halve marathon met het Keniaanse team en won zilver individueel. Ook schreef ze enkele grote internationale wedstrijden op haar naam.
Haar persoonlijke besttijd van 66.04 minuten op de halve marathon is de derde beste ooit.

## Biografie
In 2010 maakte ze haar internationale debuut in Frankrijk tijdens de halve marathon van Nancy, waar ze tweede werd. Een week later won Limo brons tijdens de 20 km van Parijs. In 2011 won ze zilver op de halve marathon van Reims en brons tijdens Marseille-Cassis.
In 2012 won ze de 20 km van Parijs. Op 6 april 2014 won ze de halve marathon van Madrid en werd tweede op de halve marathon van Boston.
In 2015 won ze brons tijdens de halve marathon van Ras al-Khaimah. Op World's best 10 K in San Juan won ze het zilver. Ze was de winnaar in de halve marathon van New Delhi.
In 2016 won ze de halve marathon van Ras Al-Khaimah, in een tijd van 1:06.04, waarmee ze zich schaarde bij 's wereld beste halve marathonloopsters aller tijden.

## Titels
- Wereldkampioene halve marathon landenteam - 2016

## Persoonlijke records
Weg
| Onderdeel      | Prestatie | Datum            | Plaats         |
| -------------- | --------- | ---------------- | -------------- |
| 5 km           | 15.12     | 18 april 2015    | Boston         |
| 10 km          | 31.39     | 14 May 2016      | New York       |
| halve marathon | 1:06.04   | 12 februari 2016 | Ras al-Khaimah |

## Palmares

### 10.000 m
- 2016: 4e Keniaanse olympische selectiewedstrijden in Eldoret - 32.25,18

### 5 km
- 2014:  Hyde Park Blast in Cincinnati - 15.47
- 2014: 4e Debbie Green Memorial in Wheeling - 16.09
- 2015:  Freihofer's Run For Women in Albany - 15.40,6

### 10 km
- 2010: 4e Les Foulees Monterelaises in Montereau - 33.20
- 2011:  Tout Roanne Court - 33.21
- 2011:  Les Foulees Monterelaises in Montereau - 32.04
- 2012:  Mans in Le Mans - 33.12
- 2012:  l'Amienoise in Amiens - 33.38
- 2012:  La Ville de Soissons - 33.37
- 2013:  Straatsburg - 32.37
- 2013:  Prix Pedestre de Tergnier - 35.28
- 2013:  Foulees Pantinoises - 33.35
- 2013:  Ville de Soissons - 34.07
- 2015:  World's Best in San Juan - 31.58
- 2015:  Cooper River Bridge Run in Charleston - 32.18
- 2015:  Allstate Sugar Bowl Crescent City Classic in New Orleans - 32.11
- 2016:  UAE Healthy Kidney in New York - 31.39

### 15 km
- 2009:  Baringo - 52.43,7
- 2012:  Puy-en-Velay - 51.40
- 2013:  Puy-en-Velais in Puy-en-Velay - 50.30
- 2014:  Utica Boilermaker - 50.21
- 2015:  Utica Boilermaker - 48.51
- 2016:  Utica Boilermaker - 48.50

### 10 Eng. mijl
- 2014:  Crim Road Race - 53.15

### 20 km
- 2010:  20 km van Parijs - 1:08.46
- 2011:  Tours - 1:06.56
- 2011: 4e 20 km van Parijs - 1:06.28
- 2012:  20 km van Parijs - 1:05.36
- 2012:  Marseille-Cassis Classic - 1:08.14
- 2013:  20 km van Parijs - 1:05.08
- 2013:  Marseille-Cassis Classic - 1:10.05

### halve marathon
- 2010:  halve marathon van Nancy - 1:13.19
- 2011: 5e halve marathon van Vitry-sur-Seine - 1:11.25
- 2011:  halve marathon van Annecy - 1:15.42
- 2011: 4e halve marathon van Trith Saint Leger - 1:14.38
- 2011:  halve marathon van Reims - 1:10.39
- 2012:  halve marathon van Moshi - 1:13.11
- 2012:  halve marathon van Vitry-sur-Seine - 1:10.06
- 2012:  halve marathon van Annecy - 1:12.16
- 2012:  halve marathon van Trith Saint Leger - 1:14.06
- 2012:  halve marathon van Straatsburg - 1:14.45
- 2012:  halve marathon van Saint Denis - 1:11.00
- 2013:  halve marathon van Rabat - 1:09.59
- 2013:  halve marathon van Vitry-sur-Seine - 1:10.17
- 2013:  halve marathon van Saint Denis - 1:11.13
- 2014:  halve marathon van Madrid - 1:09.40
- 2014:  halve marathon van Duluth - 1:09.50
- 2014:  halve marathon van Parkersburg - 1:11.12
- 2014:  halve marathon van Boston - 1:08.24
- 2014:  halve marathon van Baringo - 1:10.06,3
- 2014: 5e halve marathon van New Delhi - 1:10.09
- 2015:  halve marathon van Ras al-Khaimah  - 1:07.02
- 2015:  halve marathon van Des Moines - 1:11.52
- 2015:  halve marathon van Luanda - 1:08.46
- 2015:  halve marathon van Boston - 1:10.22
- 2015:  halve marathon van New Delhi - 1:08.35
- 2016:  halve marathon van Houston - 1:06.41
- 2016:  halve marathon van Ras al-Khaimah  - 1:06.04
- 2016:  WK in Cardiff - 1:07.34